# Leucodiaporthe robiniae
Leucodiaporthe robiniae är en svampart som beskrevs av Lar.N. Vassiljeva 2008. Leucodiaporthe robiniae ingår i släktet Leucodiaporthe och familjen Diaporthaceae.   Inga underarter finns listade i Catalogue of Life.